# Alcobaça
Alcobaça – miejscowość w Portugalii leżąca w dystrykcie Leiria, w regionie Centrum w podregionie Oeste. Miejscowość jest siedzibą gminy o tej samej nazwie. 

## Demografia
| Liczba ludności gminy Alcobaça (1801–2011) | Liczba ludności gminy Alcobaça (1801–2011) | Liczba ludności gminy Alcobaça (1801–2011) | Liczba ludności gminy Alcobaça (1801–2011) | Liczba ludności gminy Alcobaça (1801–2011) | Liczba ludności gminy Alcobaça (1801–2011) | Liczba ludności gminy Alcobaça (1801–2011) | Liczba ludności gminy Alcobaça (1801–2011) | Liczba ludności gminy Alcobaça (1801–2011) | Liczba ludności gminy Alcobaça (1801–2011) |
| ------------------------------------------ | ------------------------------------------ | ------------------------------------------ | ------------------------------------------ | ------------------------------------------ | ------------------------------------------ | ------------------------------------------ | ------------------------------------------ | ------------------------------------------ | ------------------------------------------ |
| 1801                                       | 1849                                       | 1900                                       | 1930                                       | 1960                                       | 1981                                       | 1991                                       | 2001                                       | 2004                                       | 2011                                       |
| 4 630                                      | 14 711                                     | 28 969                                     | 38 462                                     | 50 027                                     | 52 347                                     | 54 382                                     | 56 794                                     | 55 269                                     | 56 676                                     |

## Sołectwa
Sołectwa gminy Alcobaça (ludność wg stanu na 2011 r.):
- Alcobaça – 5751 osób
- Alfeizerão – 3854 osoby
- Alpedriz – 777 osób
- Bárrio – 1523 osoby
- Benedita – 8635 osób
- Cela – 3264 osoby
- Coz – 1895 osób
- Évora de Alcobaça – 4485 osób
- Maiorga – 2050 osób
- Martingança – 1145 osób
- Montes – 589 osób
- Pataias – 5451 osób
- Prazeres de Aljubarrota – 4235 osób
- São Martinho do Porto – 2868 osób
- São Vicente de Aljubarrota – 2404 osoby
- Turquel – 4544 osoby
- Vestiaria – 1258 osób
- Vimeiro – 1948 osób

## Zabytki
Najważniejszym zabytkiem miejscowości jest dawne opactwo cystersów z największym w Portugalii kościołem Santa Maria de Alcobaça. Od 1989 r. zespół ten znajduje się na liście światowego dziedzictwa UNESCO.